# Smerquoy
Die neolithische Siedlung Smerquoy, südwestlich des Wideford Hill Cairn, bei St. Ola auf der Orkneyinsel Mainland in Schottland, wurde zwischen 2013 und 2016 vom Archäologen Christopher Gee ausgegraben. Der Archäologe wurde vor einigen Jahren vom Grundbesitzer Billy Sinclair auf die Stelle aufmerksam gemacht.
Eine erste Begehung führte zur Entdeckung mehrerer Hammersteine, dem Reibstein eines Mahlsteins, sowie Keramik und Feuerstein. Eine systematische Untersuchung brachte Messer und Schaber aus Feuerstein, einen möglichen Keulenkopf, eine kleine neolithische Axt und eine eisenzeitliche Glasperle ans Licht. Bei einer Magnetometeruntersuchung tauchten Anomalien im Bereiche der Funde auf. Die Grabung in Smerquoy zeigte die Umrisse länglicher Strukturen deren Längswände leicht nach außen gebaucht waren. Es wurden Ähnlichkeiten mit den zeitgleichen Häusern von Knap of Howar auf Papa Westray festgestellt.

## Der Smerquoy Stone
Ein durch Picken verzierter Stein, wurde in den Resten eines gut erhaltenen jungsteinzeitlichen Gebäudes, gefunden, das auf 3200 v. Chr. datiert wurde. Der Stein ist das früheste Beispiel von Steinzeitkunst auf den Inseln und liegt etwa 200 Jahre vor dem Bau von Maes Howe. Die parallelen gekrümmten Linien haben die Form eines Herzens, mit zwei Paaren runder Eintiefungen in der Mitte der oberen Kurven.
Obwohl das Design an Augenbrauenmotive im Passage Tomb Dis o’the Holm auf dem Holm of Papa erinnert und Assoziationen mit der Orkney Venus und anderen Ritzungen aufweist, ist der Smerquoy Stein Jahrhunderte älter.
Es gab auch Aktivitäten auf dem Platz die auf 2500–2400 v. Chr. datieren und eine lange Nutzungszeit anzeigen. Im Jahr 2003 fanden sich Belege für Holzkonstruktionen an der Nordseite des Wideford Hill, wo Pfostenlöcher eine runde Struktur zeigen. Damit scheinen Belege für eine Prä-Stein Phase der neolithischen Orkney vorzuliegen.